# Stadsbyggnadskontoret, Stockholms stad

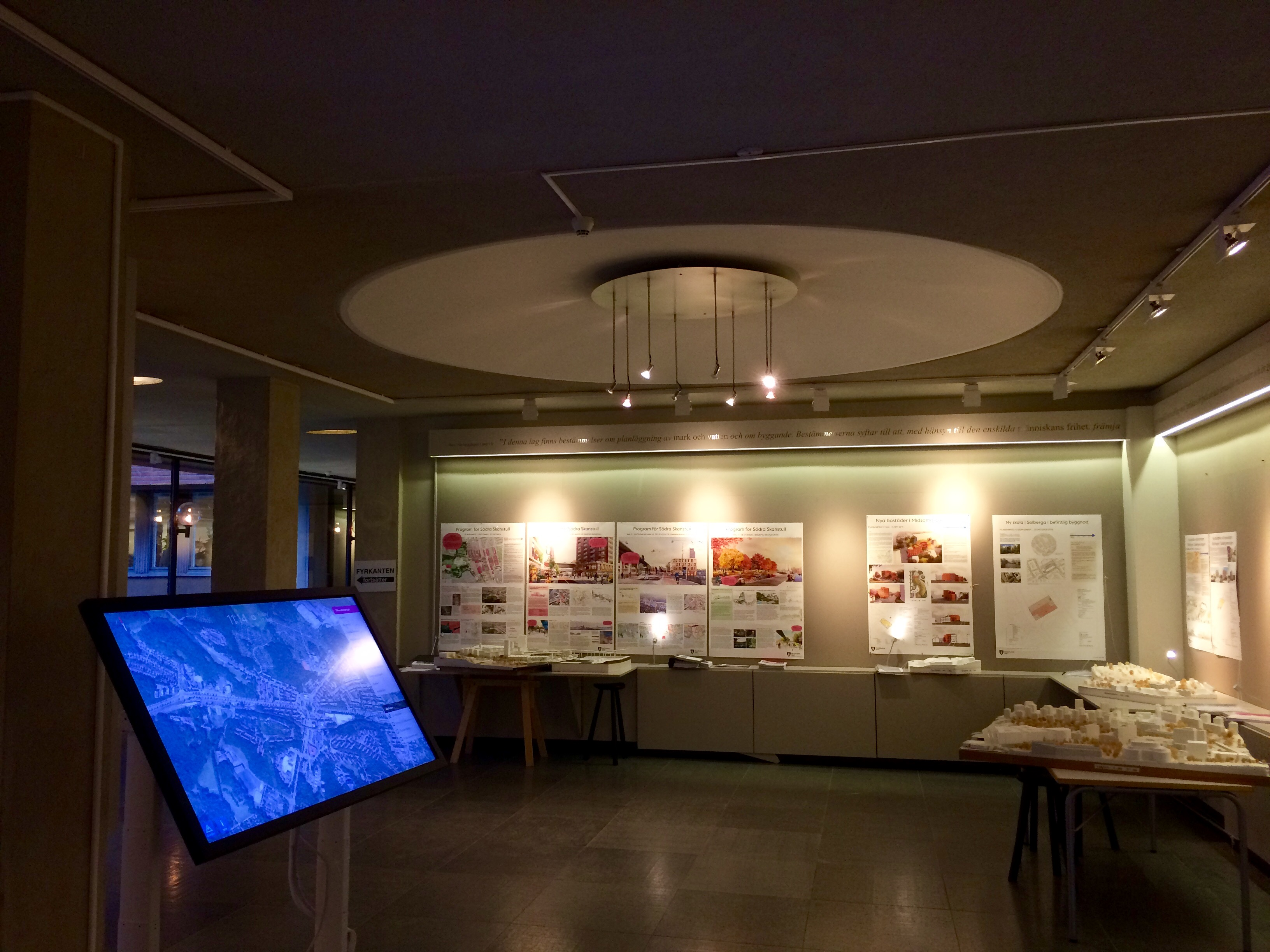
Stadsbyggnadskontoret, Fyrkanten, Tekniska nämndhuset

Stadsbyggnadskontoret är en fackförvaltning inom Stockholms stad. Fackförvaltningarna sköter verksamheter som är gemensamma för hela staden. Stadsbyggnadskontoret leds av dess stadsbyggnadsdirektör, och stadsbyggnadsnämnden leds av stadsbyggnadsborgarrådet.

## Historik
Enligt byggnadsstadgan från 1874 skulle uppsikten över byggandet i städerna skötas av en byggnadsnämnd. Byggnadsnämnden i Stockholm bildades 1875. Stadsbyggnadskontoret bildades 1955 och lyder under idag under stadsbyggnadsnämnden. Kontoret återfinns i Tekniska nämndhuset vid Fleminggatan 4, och har ansvar för detaljplan och planprocessen samt handlägger bygglovs- och bygganmälningsärenden. Kontoret har dessutom hand om stadsmätning i Stockholm och prövar ansökningar om bidrag för bostadsanpassning.

## Ritningsarkivet

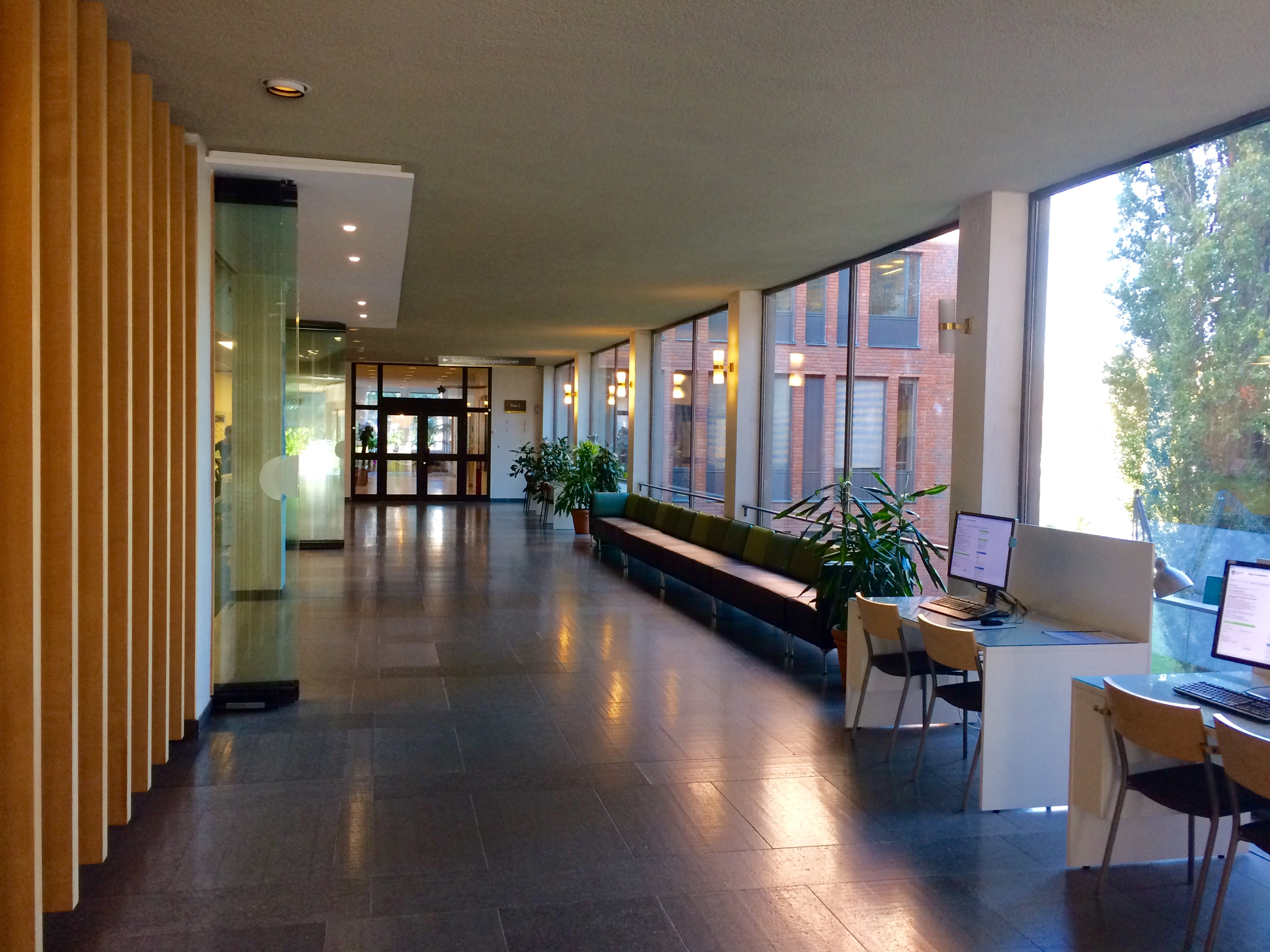
Stadsbyggnadskontoret

En stor del av arkivbeståndet utgörs av byggnadshandlingar från 1875 och framåt, men även handlingar från tiden dessförinnan kan finnas. Ritningar arkiveras även på Stockholms stadsarkiv de äldsta är från 1713, de nyaste från 1978. I regel finns arkitektritningar, konstruktionsritningar, ventilationsritningar samt vatten- och avloppsritningar, alltså det som kallas vanligen bygglovsritningar. Även ritningar för rivna byggnader är i många fall bevarade. I ritningsarkivet finns även detaljplaner. De handlingar som förvaras i arkivet sköts av Stadsbyggnadskontorets expedition, där allmänheten kan inse och ta kopior av dokumenten. Numera kan man få fram gällande detaljplaner och pågående planarbete på Stadsbyggnadskontorets webbsida. Sidan är öppen för allmänheten.

## Direktörer
Stadsplanedirektören är chef för stadsbyggnadskontoret, från år 1955 kallas tjänsten stadsbyggnadsdirektör.
- Per Olof Hallman (1922-1927)
- Albert Lilienberg (1927-1944)
- Sven Markelius (1944-1955)
- Göran Sidenbladh (1955-1973)
- Torsten Westman (1973- 1985)
- Hans Wohlin (1985-1991)
- Ulrika Francke (1992-1996)
- Olle Zetterberg (1996-2000)
- Ingela Lindh (2000-2009)
- Susanne Lindh (2009-2014)
- Anette Scheibe Lorentzi (2014-2022)[5]
- Amanda Horwitz (2023- )

Stadsplanedirektörer och stadsbyggnadsdirektörer i Stockholm
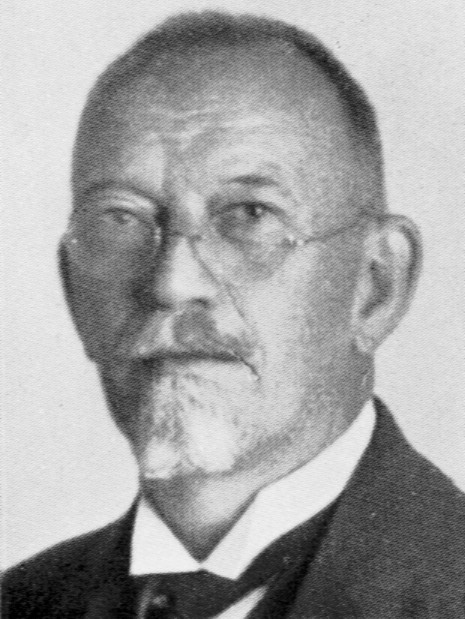
Hallman
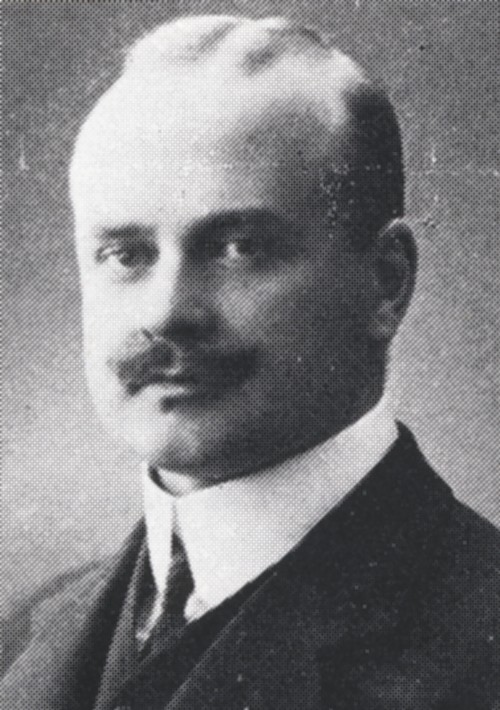
Lilienberg
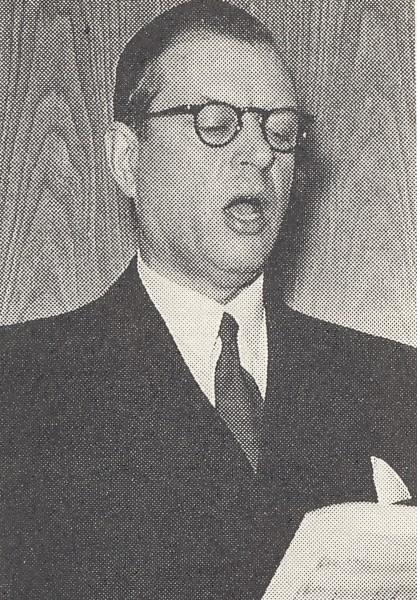
Markelius
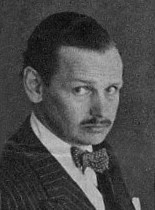
Sidenbladh
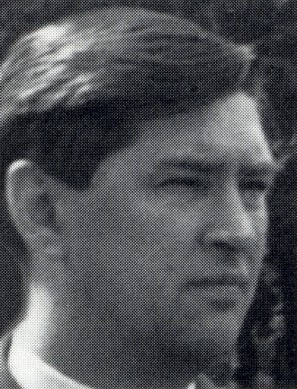
Westman
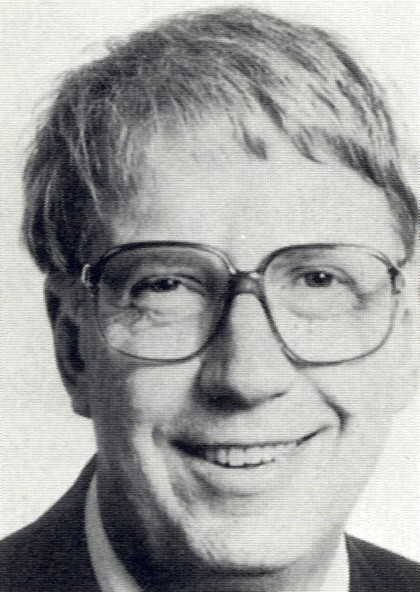
Wohlin
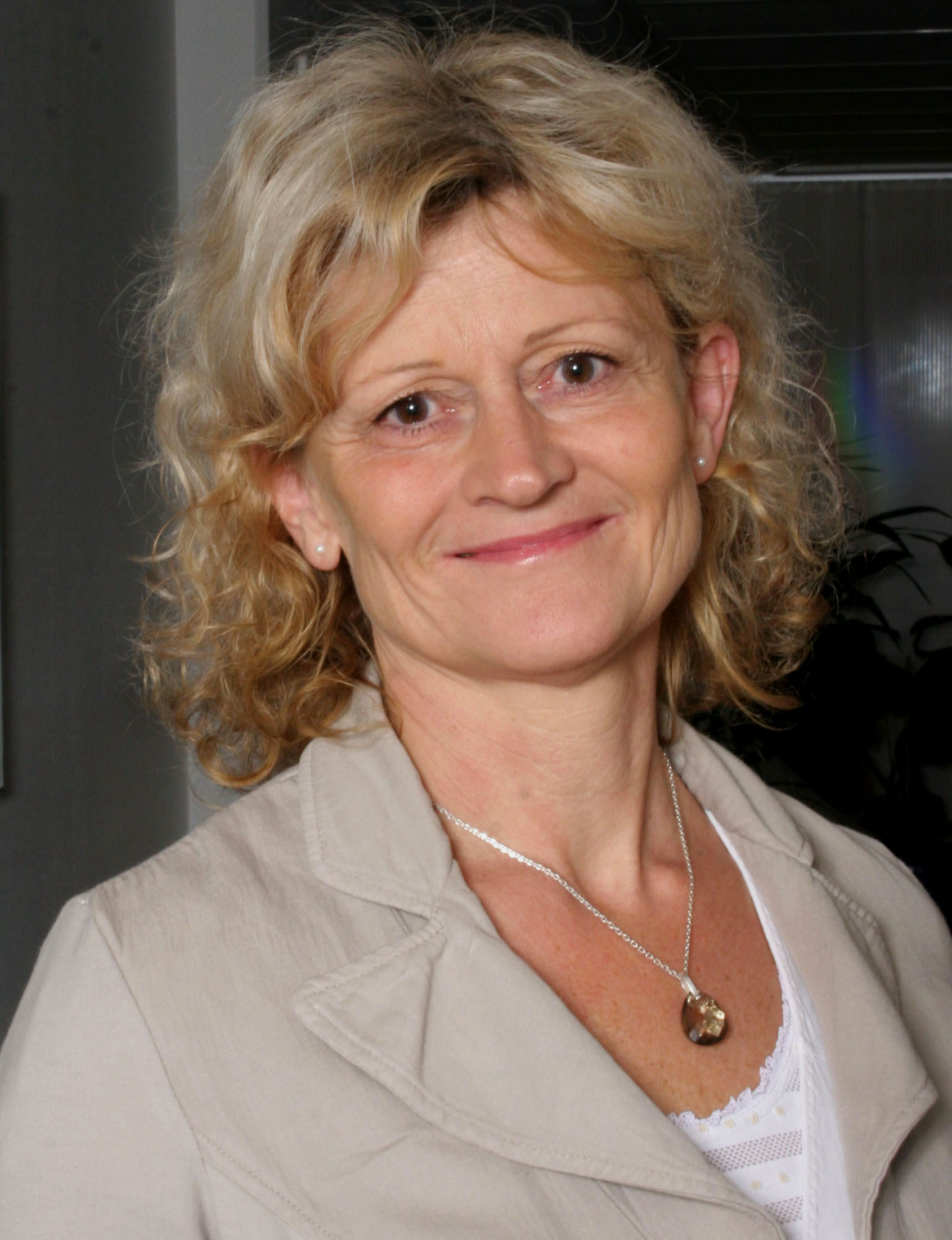
S. Lindh

### Andra fackförvaltningar i Stockholm
- Fastighetskontoret, Stockholms stad
- Trafikkontoret, Stockholms stad